# Войца Сербин
Сербин Войца (Вуйца, Вуїч) — полковник Переяславський (1687 — кол.), особистий ворог гетьмана І. Самойловича.
1687 року після Коломацького перевороту став генеральним осавулом. Брав участь у старшинській опозиції проти гетьмана І. Мазепи, який обвинуватив Сербина Войца перед Москвою «во многой шатости». 1688 цар наказав позбавити його уряду і відіслати «за караулом» до Сєвська. Дальша доля невідома.